# Остров (Ивано-Франковская область)
О́стров (укр. Острів) — село в Галичской городской общине Ивано-Франковского района Ивано-Франковской области Украины.
Население по переписи 2001 года составляло 183 человека. Занимает площадь 6,562 км². Почтовый индекс — 77151. Телефонный код — 03431.

## Известные уроженцы и жители
- Мох, Рудольф (1816—1892) — украинский поэт, общественный деятель, священник.